# A Tumba do Relâmpago
Em A Tumba do Relâmpago, quinta e última balada da A Guerra Silenciosa de Manuel Scorza narra a guerra dos camponeses indígenas peruanos,  do início de 1960, para recuperar suas terras dos grandes proprietários e das multinacionais.
Neste livro, a guerrilha floresce na província de Ayacucho, onde os cataclismas ameaçaram dividir o mundo. Os militantes Sendero Luminoso liderados pelo professor Genaro Ledesma e os líderes comunais das aldeias camponesas reiniciam uma onda de revoltas que acontecem de acordo com as profecias registradas nas imagens tecidas pela cega Añada em seus ponchos místicos.
A Tumba do Relâmpago começou a ser escrito em novembro de 1977 em Paris e terminou em abril de 1978 em Lima. O livro foi lançado no Brasil em 1979 e foi traduzido vários idiomas.
Depois de A Tumba do Relâmpago, Scorza escreveu seu último romance A dança imóvel.  Manuel Scorza faleceu em 27 de novembro de 1983, aos 54 anos.